# 나세르 알리히
나세르 이스마일 알리히(알바니아어: Naser Ismail Aliji, 1993년 12월 27일 ~ )는 FC 볼룬타리와 알바니아 축구 국가대표팀에서 활약하고 있는 알바니아의 축구 선수이다.

## 수상

### 클럽
바젤 U21
- 1. 리가 프로모션: 2012–13

바젤
- 스위스 슈퍼리그: 2013–14, 2014–15, 2015–16
- 스위스컵 준우승: 2013–14

파두츠
- 리히텐슈타인컵: 2014–15

### 개인
- FC 바젤 올해의 루키: 2011,[1] 2013[2]